# صماد
صماد (به عربی: صماد) یک منطقهٔ مسکونی در سوریه است که در منطقه مرکزی درعا واقع شده‌است. صماد ۳٬۰۹۸ نفر جمعیت دارد.